# Ciro Gomes
Ciro Ferreira Gomes, né le  6 novembre 1957 à Pindamonhangaba (Brésil), est un avocat, maître de conférences et homme politique brésilien affilié au Parti démocratique travailliste, dont il est l'actuel vice-président. 
Classé au centre gauche de l’échiquier politique, il se présente à trois reprises aux élections présidentielles brésiliennes (en 1998, 2002 et 2018) terminant à chaque fois troisième du scrutin en captant un peu plus d'un dixième des suffrages exprimés.

## Parcours politique

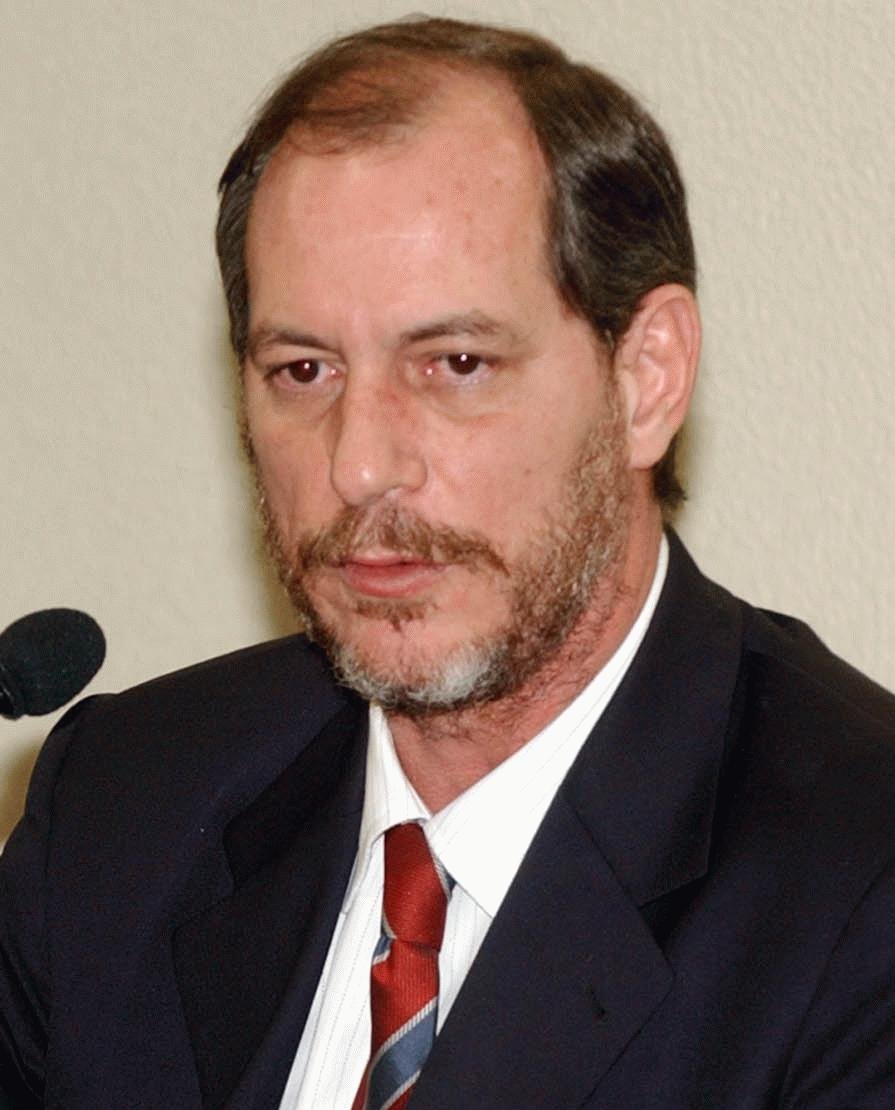
Ciro Gomes en 2004.

Député de l'État du Ceará, 43e maire de Fortaleza, 52e gouverneur du Ceará, Ministre des Finances du Gouvernement d'Itamar Franco lors de la mise en œuvre du plan Real, Ministre de l'Intégration nationale au cours du projet de transposition du fleuve São Francisco dans le gouvernement de Luiz Inácio Lula da Silva.

### Élection présidentielle de 2002
Ciro Gomes est candidat à l'élection présidentielle de 2002 pour le PPS. Lors du premier tour, il obtient 10,1 millions de voix et 12 % des voix, terminant en quatrième position. Il arrive néanmoins premier dans l'État du Ceará (pour lequel il était député et gouverneur) avec 44,5 % des suffrages exprimés.

### Élection présidentielle de 2018
De nouveau candidat en 2018, cette fois pour le PDT, il obtient 13,3 millions de voix et 12,5 % des suffrages exprimés, arrivant en troisième position. Comme en 2002, il arrive une nouvelle fois premier dans son État du Ceará, avec 41 % des voix, et réalise de bonnes performances dans les États proches. 
Pour le second tour, il annonce qu'il ne soutiendra pas Jair Bolsonaro et qu'il combattra « pour la démocratie et contre le fascisme ». Il n'appelle pas clairement à voter pour Fernando Haddad, à qui il apporte un « appui critique »,.

### Élection présidentielle de 2022
Ciro Gomes brigue une nouvelle fois la présidence de la République à l'occasion de l'élection de 2022. En baisse continue dans les sondages au fur et à mesure de la campagne, il est pressé de se retirer par des partisans de Lula, qui souhaitent voir l'ancien président l'emporter dès le premier tour. Gomes termine finalement en quatrième position avec 3,04 % des suffrages exprimés, tandis que Lula obtient 48,43 %.